# São João do Sul
São João do Sul är en kommun i Brasilien.   Den ligger i delstaten Santa Catarina, i den södra delen av landet, 1 500 km söder om huvudstaden Brasília. Antalet invånare är 7 002.
Trakten runt São João do Sul består till största delen av jordbruksmark. Runt São João do Sul är det ganska glesbefolkat, med 25 invånare per kvadratkilometer.